# Pubertat tardana
Una pubertat tardana o pubertat retardada és una pubertat que apareix anormalment tard, més enllà dels setze anys. Es considera patològic i requereix un estudi mèdic. En el cas de les noies, el primer signe que haurien de notar ja als setze anys és tenir almenys els botons mamaris, que vol dir que els mugrons ja no són plans sinó abonyats. Una pubertat tardana, i una pubertat precoç també, pot afectar la fertilitat d'un home. Pot ser causada per una pèrdua important de pes o pel fet que el noi o noia pateixi un estrès massa fort o per un excés d'exercici físic. També pot ser deguda a problemes funcionals del cos, com alteracions de l'hipotàlam o de la hipòfisi, tumors o a l'absència de neurones productores de gonadotropines (GnRH).